# Tony Brothers

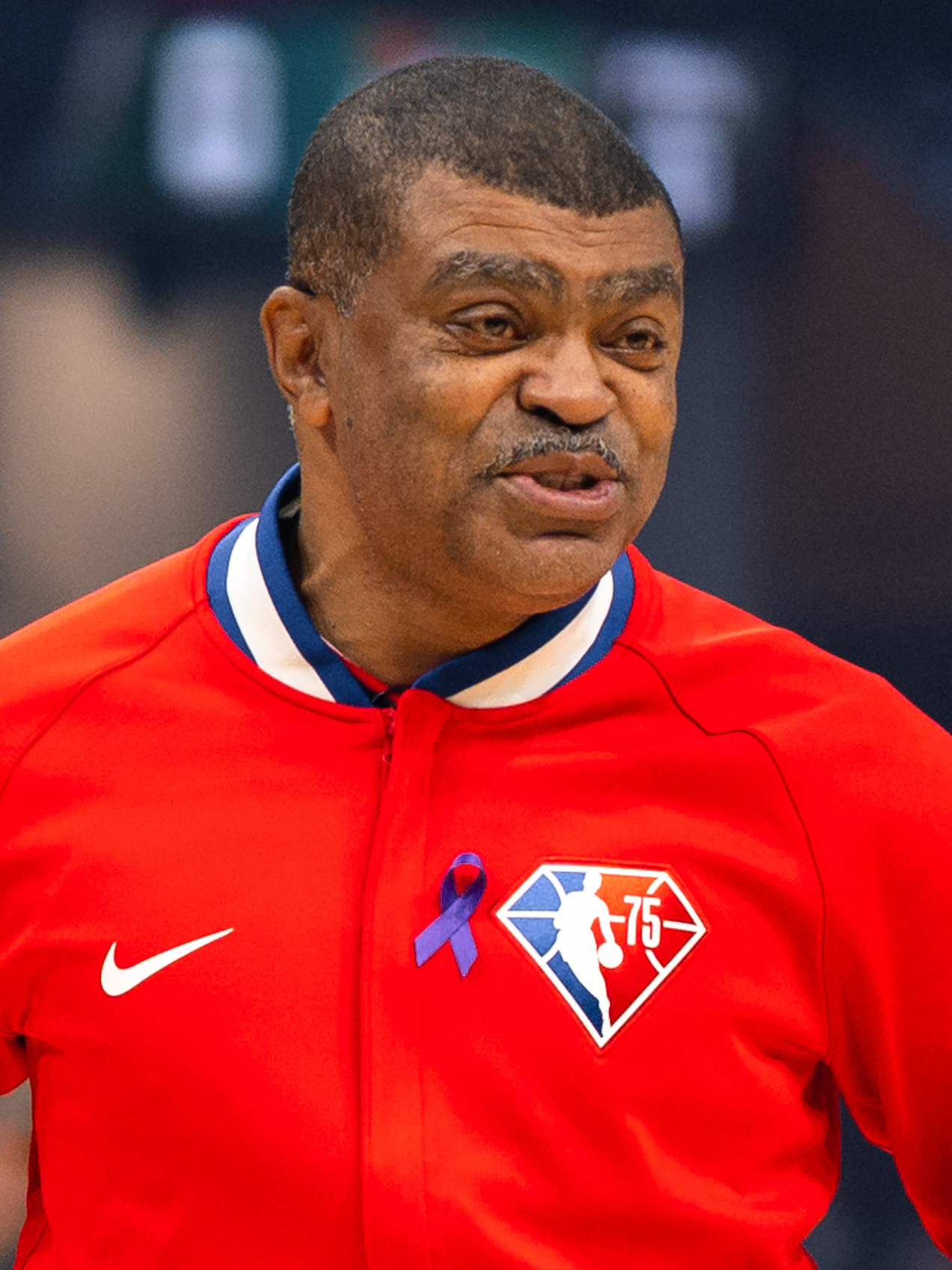
Tony Brothers im November 2021

Tony Brothers (* 14. September 1964 in Norfolk, Virginia) ist ein US-amerikanischer Schiedsrichter im Basketball, der seit dem Jahr 1994 in der NBA tätig ist. Er trägt die Uniform mit der Nummer 25.

## Karriere

### Continental Basketball Association
Vor dem Einstieg in die professionellen Basketballwettbewerbe arbeitete er für vier Jahre als Schiedsrichter in der Continental Basketball Association.

### National Basketball Association
Brothers begann im Jahr 1994 seine NBA-Schiedsrichterlaufbahn beim Spiel der New York Knicks gegen die Los Angeles Lakers.
Seinen ersten Einsatz bei den NBA Finals hatte er im Spiel 2 der NBA Finals 2012 zwischen den Oklahoma City Thunder und den Miami Heat.